# Torre del Fraile
La torre del Fraile, también llamada torre de los Canutos por los numerosos arroyos o canutos que la circundan, torre de las Fontanillas por las fuentes de agua dulce localizadas en sus alrededores, torre de San Diego por su proximidad al Fuerte de San Diego o torre de Cala Arenas por encontrarse junto a esta cala, es una atalaya construida en el siglo XVI en la bahía de Algeciras dentro del actual término municipal de Algeciras, como parte del sistema de torres vigías creado en la costa del estrecho de Gibraltar para controlar el paso de mercancías y de piratas berberiscos a través de él. 
La torre fue diseñada por Luis Bravo de Laguna y Juan Pedro Livadote en 1588 al igual que otras torres de la zona. Mantenía contacto visual al sur con la torre de Guadalmesí, en el término municipal de Tarifa sirviendo, en los tiempos en los que fueronconstruidas, de único medio de comunicación entre esta ciudad y la de Gibraltar y al norte con la torre de punta Carnero. A partir de la década de 1730 sirvió como complemento al Fuerte de San Diego situado a unos metros ladera abajo, junto a la línea de costa, y que por su posición necesitaba de una atalaya para comunicartse con los cercanos fuertes de punta Carnero y del Tolmo.
La construcción se encuentra situada en la punta del Fraile, junto a Cala Arenas, a unos 240 metros de la línea de costa y a 120 metros sobre el nivel del mar. De planta cuadrada, hasta su derrumbe parcial ocurrido en 2006 poseía una altura total de 13,28 metros y una anchura de entre 6,40 y 6,80 metros. Sus muros de mampostería con sillares delimitaban un único recinto de unos 5 m² al que se accedía mediante una puerta situada a éntre 6,50 y 7 metros de altura desde la base. Desde este recinto interior se podía acceder mediante la escalera helicoidal a una terraza con pretil, ladroneras y dos garitas, una destinada a los guardas vigías y otra a la leña que debía ser utilizada para la realización de señales.
Debido a su deficiente estado de conservación la torre perdió a principios de 2006 parte de su fachada sureste con la consiguiente destrucción de la ventana de acceso y la escalera interior.